# UDC (classificatiesysteem)
De Universele Decimale Classificatie (UDC) is een internationaal indelings- en classificatieschema ontwikkeld door de Belgen Paul Otlet en Henri La Fontaine aan het begin van de 20e eeuw. De UDC was een uitbouw en verfijning van de Dewey Decimale Classificatie van de Amerikaan Melvil Dewey, en werd voor het eerst (in het Frans) gepubliceerd van 1904 tot 1907. De UDC werd door Nederlandse  gemeenten standaard gebruikt in de uitwerking van J.A. Zaalberg voor klasse UDC352 voor de registratuur van openbaar bestuur als de Code-VNG en Basis Archiefcode (BAC).

## Algemeen
De UDC is van alle universele classificatiesystemen verreweg de meest uitgebreide en ook verst verspreide. Zo biedt ze plaats aan honderdduizenden begrippen. Dit systeem maakt het mogelijk een geheel aan objecten in te delen vanuit meerdere gezichtspunten.
De UDC wordt ook gebruikt om boeken en tijdschriftartikelen te ontsluiten (toegankelijk te maken). Zo kan een bezoeker aan de hand van dit stelsel van nummers bijvoorbeeld te weten komen welk boek/artikel de positie van de vrouw in de landbouw van Argentinië tot onderwerp heeft. De toekenning van UDC-codes was tijdrovend en vereiste een enorm kaartsysteem. Sinds de komst van de computer werkt men in de meeste gevallen met geautoriseerde trefwoorden, en hierdoor is de noodzaak van een uitgewerkte UDC tanende.

## Opzet
De UDC wordt vooral internationaal gebruikt in algemene en wetenschappelijke bibliotheken en is hier nog steeds marktleider.
| UDC   | Nederlands                                                                                           |
| ----- | --- |
| 0     | Algemeen, Informatica, Computers                                                                     |
| 1     | Filosofie, Psychologie                                                                               |
| 2     | Religie, Mythologie                                                                                  |
| 3     | Sociale wetenschappen, Economie, Gezondheidszorg, Politiek, Recht, Sociologie, Statistiek, Onderwijs |
| 4     | (vacant)                                                                                             |
| 5     | Exacte wetenschappen, Natuurkunde, Mathematica, Natuurwetenschappen                                  |
| 6     | Toegepaste wetenschappen, Geneeskunde, Landbouw, Ruimtevaart, Techniek, Beeldhouwkunst               |
| 7     | Kunst, Cultuur en Spel, Hobby, Media, Recreatie, Sport, Transport, Architectuur, Muziek              |
| 8     | Linguïstiek, Taalkunde, Literatuur                                                                   |
| 91    | Aardrijkskunde, Landen                                                                               |
| 92    | Biografieën                                                                                          |
| 93/99 | Geschiedenis                                                                                         |

Een document kan worden geclassificeerd onder verschillende categorieën door middel van symbolen. Bijvoorbeeld:
| symbool | naam            | omschrijving            | verklaring                                                             |
| ------- | --------------- | ----------------------- | ---------------------------------------------------------------------- |
| +       | plus            | optelling               | bv. 59+636 zoölogie en dieren fokken                                   |
| /       | schuine streep  | uitbreiding             | bv. 592/599 systematische zoölogie (alles van 592 tot en met 599)      |
| :       | dubbelepunt     | relatie                 | bv. 17:7                                                               |
| [ ]     | vierkante haken | algebraïsche groepering | bv. 31:[622+669](485) statistiek van mijnbouw en metallurgie in Zweden |
| =       | gelijkteken     | taal                    | bv. =20 in het Engels; 59=20 zoölogie in het Engels                    |

## Toepassing door de Nederlandse gemeenten
In verschillende Europese landen zoals Duitsland werd de UDC gebruikt om documenten voor bestuur en beleid van de overheid in dossiers te klassificeren, onder de naam Registratur. In Duitsland verschenen handboeken als G. Holtzinger: Katechismus der Registratur- und Archivkunde (1883) en F. Michalski: Leitfaden für das Registraturwesen und den allgemeinen Geschäftsgang der deutschen Stadtverwaltungen (1904). In Nederland werd Johan(nes) Albertus Zaalberg (Amsterdam, 1858 - 21 september 1934) de pionier op het gebied van deze registratuur, zoals hij het noemde, voor de zaaksgewijze ordening van lopende dossiers en archieven van Nederlandse gemeenten.
Zaalberg was gemeentesecretaris in Franeker en vanaf 1890 in Zaandam, waar hij het ongeordende gemeentearchief vanaf 1851 ordende. In samenwerking met collega's in België (Paul Otlet) en Duitsland ontwikkelde hij een Nederlandse versie van de UDC, waarin hij UDC klasse 352 voor openbaar bestuur gedetailleerd uitwerkte. In 1908 publiceerde hij zijn archiefcode als Het nieuwe registratuurs-stelsel bij de gemeente-administratiën (het "gele boekje"). Deze methode werd De Code Zaalberg genoemd en vormde het uitgangspunt voor de Code VNG en later de Basis Archief Code (of Basis archiefcode, BAC), die door Nederlandse gemeenten wordt gebruikt. Later werd Zaalberg directeur van het Nederlandsche Registratuurbureau tot zijn pensionering in 1922. P. Noordenbos zette zijn werk voort.